# کرام بخارایی
ملا عبداللطیف کرام بخارایی () از ادیبان معروف نیمهٔ دوم سدهٔ هفدهم میلادی ماوراءالنهر به‌شمار می‌رود.

## زندگی
کرام بخارایی از آن‌که زادگاهش بخارا است و در آنجا چون سخنور اصیل به کمال رسیده چنین می‌گوید:
| آن بلبلم که خاک بخاراست گلشنم |  | دارد هزار برگ و نوا طبع روشنم |

کرام بخارایی از جمله شاعران سدهٔ ۱۷ میلادی محسوب می‌شود. در وطن روزگاری خوشی نداشته و در دیار خود بی‌قدری و خواری و زاری‌اش را درک نموده، جلای وطن می‌کند. مقصد از جلای وطن برای کرام بخارایی نه سیر و سیاحت، بلکه به دست آوردن رزق و روزی و دریافت پاره‌نانی بوده است. تنگ‌دستی و ناداری او را از یار و دیار جدا به کوی غربت و دربه‌دری می‌برد. چند بیت از غزل زیرین شاعر بیان‌گر حال وی است:
| فلک به خاک نشیند چو من به نومیدی     |  | که ناامید ز دیدار دوستانم کرد    |
| به روزگار بلایی چو تنگ‌دستی نیست      |  | که پیش خلق جهان سر بر آستانم کرد |
| چه کرده‌ام که چو خورشید روزگار «کرام» |  | فتاده دربه‌در از بهر نیم‌نانم کرد  |

در غربت و سرگردانی‌ها کرام به کدام شهر و دیار رفته است، معلوم نیست. تنها از یک غزل شاعر برمی‌آید که او چندی در هندوستان اقامت داشته است. به هندوستان روی‌آوردن کرام تصادفی نبود؛ در سدهٔ ۱۷ میلادی عده‌ای اهل فرهنگ ماوراءالنهر برای آزمودن بخت و بهبود زندگی خود روی به هندوستان می‌آوردند. کرام نیز برای تأمین معیشت زندگی و چون سخنور مقام سزاواری پیدا نمودن به آن کشور هجرت کرده است، که می‌گوید:
| به ملک هند من از راه آرزو رفتم  |  | چو سایه در پی آن مشک‌بو رفتم |
| چو آبرو گهری در زمانه پیدا نیست |  | گهر گذاشته از بهر آرزو رفتم |

از میراث باقی‌ماندهٔ شاعر برمی‌آید که او دور از وطن نیز روزگار آسوده‌ای درنمی‌یابد و دوباره به شهر بخارا برگشته باقی عمر را در کنج عزلت به سر می‌برد. سال تولد و سال وفات کرام در یگان سرچشمهٔ موجوده اشاره نیافته است و تا به امروز نامعلوم مانده است.

## آثار
کرام بخارایی شاعر صاحب دیوان است. ادبیات‌شناس تاجیک صدری سعدی‌اُف در کتاب خود «ادبیات تاجیک در عصر ۱۷» اطلاع می‌دهد که از این سخنور در حال حاضر از یک دیوان وی چهار نسخه برجاست، که کامل‌ترین آن‌ها حاوی یک‌هزار غزل است. این رقم از تمامی و بزرگی حجم دیوان کرام شهادت می‌دهد. این دیوان از غزل مرتب گردیده، مصنف آن کرام بخارایی شاعر غزلسراست.
محتوی اشعار او از جهت توصیف اوضاع نابسامان دور و تنقید آن به آفریده‌های سحر قلم، سیدای نصفی هم‌آهنگ است. غزلیات کرام بخارایی از نگاه زبان و طرز بیان شیواست و به ذوق خلق نزدیک سروده شده‌اند.

## نمونه شعر
| فسون زلف تو پیچد به‌هم سویدا را              |  | فریب چشم تو برد از جا مسیحا را         |
| شود ز شرم نفس در گلوی صبح گره               |  | اگر ز سینه کشم آه شعله‌آسا را           |
| نسیم سنبل زلف تو هر کجا گذرَد                |  | کند عبیرفشان کوه و دشت و صحرا را       |
| طلوع کوکب اقبال چشم بیدار است               |  | مکن به غفلت بیهوده روز شب‌ها را         |
| ز گفتگوی دو عالم چو سرو آزاد است            |  | کسی که ساخت وی امروز کار فردا را       |
| هزار نیش بلا خار در دلم بشکست               |  | به هرکجا که نهادم در این چمن پا را     |
| ز جوش گریهٔ خونابه‌ریز حسرت من                |  | گره شود به گلو موج آب دریا را          |
| چو غنچه فیض بهشت آن‌کسان که می‌طلبند          |  | گشاده‌اند به مهتاب صبح دل‌ها را          |
| «کرام» حاصل از این گلشنِ تمام فریب           |  |                                        |
| چو سرو دامن برچیده بس بود ما را             |  |                                        |
| ***                                         |  |                                        |
| غنچه‌سان از باغ بگشاید دل غمگین ما           |  | سینهٔ چاک است گلزار بهشت آئین ما        |
| جوش اشک ما اسیران را به چشم کم مبین         |  | خنده بر خورشید دارد خوشهٔ پروین ما      |
| چشم بنمود این‌که گردیدست از خارا برون        |  | کوه را، دل آب شد از غفلت سنگین ما      |
| چون گدایان چشم ما بر کاسهٔ فغفور نیست        |  | چین روی بوریای فقر بس بالین ما         |
| نیست چون اطفال ما را آرزوی سرخ و زرد        |  | اشک سرخ و چهرهٔ کاهی بوَد تزئین ما       |
| ما «کرام» از اشک خود، خود را گلستان کرده‌ایم |  |                                        |
| داغ دارد لاله‌ها را گلشن رنگین ما            |  |                                        |
| ***                                         |  |                                        |
| بس‌که شب‌ها بی‌خیال او دلم فریاد داشت          |  | هر رگ من در بغل صد نشتر فولاد داشت     |
| از نهال گلشن فردوس دست‌افشان گذشت            |  | در نظر هر کس خیال آن قد شمشاد داشت     |
| لقمهٔ آسودگی در هفت‌خوان چرخ نیست             |  | خوش بود آن‌کس که روزی از دل ناشاد داشت  |
| از لگدکوب حوادث سیر می‌گردد تنش              |  | پشت خود هرکس به این دیوار بی‌بنیاد داشت |
| بگذرد چون مایهٔ فکر «کرام» از نه فلک         |  |                                        |
| در سخن‌گفتن ز روی «مولوی» امداد داشت         |  |                                        |
| ***                                         |  |                                        |
| عالمی را همچو گل از خنده رسوا کرد و رفت     |  | از نگاهی هر طرف صد فتنه پیدا کرد و رفت |
| تا برون آمد به گلگشت جهان چون آفتاب         |  | شبنم آئینه را محو تماشا کرد و رفت      |
| همچو سنبل قامتش پیچیده در هم سرو را         |  | خاک را مشکین‌تر از زلف سمن‌سا کرد و رفت  |
| کعبه در رقص است از درد طلب چون گردباد       |  | با غبار آستانش رو به صحرا کرد و رفت    |
| می‌خرامد همچو شاخ گل ز تحریک نسیم            |  | شورش محشر میان خلق پیدا کرد و رفت      |
| آرزوی روی او هر گه که در خاطر گذشت          |  | خانهٔ دل را چو برگ گل مصفا کرد و رفت    |
| ناخن ابروی او در سینه‌ام تا جا گرفت          |  | لاله‌زار داغ را خورشیدسیما کرد و رفت    |
| مستی چشمی که من دیدم از این سیمین غزال      |  | نشئهٔ می را گره در حلق مینا کرد و رفت   |
| تا قیامت شمع کافوری بسوزد بر سرش            |  | هر که چون صبح بناگوشی سخن‌ها کرد و رفت  |
| آن‌که حرفی شد به ما از خاک کوی او «کرام»     |  |                                        |
| رنگ دور از چهرهٔ آئینهٔ ما کرد و رفت          |  |                                        |

## پی‌نوشت
1. ↑  عالمی، «آشنایی با شاعران…»، سایت کوفی.
2. ↑  عالمی، «آشنایی با شاعران…»، سایت کوفی.
3. ↑  عالمی، «آشنایی با شاعران…»، سایت کوفی.
4. ↑  عالمی، «آشنایی با شاعران…»، سایت کوفی.
5. ↑  عالمی، «آشنایی با شاعران…»، سایت کوفی.
6. ↑  عالمی، «آشنایی با شاعران…»، سایت کوفی.
7. ↑  عالمی، «آشنایی با شاعران…»، سایت کوفی.
8. ↑  عالمی، «آشنایی با شاعران…»، سایت کوفی.